# Список претендентов на премию «Оскар» за лучший фильм на иностранном языке от Турции
Категория «за лучший фильм на иностранном языке» впервые появилась на 29 церемонии премии «Оскар», состоявшейся в 1957 году. Ранее, в 1948—1956 годах, иноязычные фильмы 8 раз награждались почётным Оскаром. Награда вручается режиссёру, а официальным победителем является страна, фильм которой одержал победу.
Первым турецким фильмом, выдвинутым на премию, стала картина Метина Эрксана и Дэвида Дарстона «Засушливое лето», обладатель Золотого медведя 14-го Берлинского кинофестиваля. По состоянию на 2020 год, ни один турецкий фильм не побеждал в этой номинации и не попадал в «номинацию». Лучшим результатом стало попадание фильма Нури Бильге Джейлан «Три обезьяны» в Январский шорт-лист в 2009 году.
Кроме того, туркоязычный фильм «Дорога» турецких режиссёров был выдвинут на премию в 1982 году от Швейцарии, так как картина была запрещена у себя на родине, а её создатели подвергались политическому преследованию. Ещё один туркоязычный фильм «Путешествие надежды» был также выдвинут от Швейцарию и стал обладателем премии «Оскар» за лучший фильм на иностранном языке на 63-й церемонии.

## Список фильмов
| Год (Церемония) | Русское название                           | Турецкое название       | Английское название           | Режиссёр                   | Результат           |
| --------------- | ------------------------------------------ | ----------------------- | ----------------------------- | -------------------------- | ------------------- |
| 1964: (37.)     | Засушливое лето                            | Susuz yaz               | Dry Summer                    | Метин Эрксан Дэвид Дарстон | Не номинирован      |
| 1989: (62.)     | Не позволяйте им стрелять в бумажного змея | Uçurtmayı Vurmasınlar   | Don’t Let Them Shoot the Kite | Тунч Башаран               | Не номинирован      |
| 1992: (65.)     | '                                          | Piyano Piyano Bacaksız  | Piano Piano Kid               | Тунч Башаран               | Не номинирован      |
| 1993: (66.)     | Cиний изгнанник                            | Mavi Sürgün             | The Blue Exile                | Эрден Кырал                | Не номинирован      |
| 1994: (67.)     | Тарзан из Манисы                           | Manisa Tarzanı          | Tarzan of Manisa              | Орхан Огуз                 | Не номинирован      |
| 1997: (70.)     | Бандит                                     | Eşkıya                  | The Bandit                    | Явуз Тургул                | Не номинирован      |
| 1999: (72.)     | Драгоценности госпожи Салким               | Salkım Hanımın Taneleri | Mrs. Salkım’s Diamonds        | Томрис Гиритлиоглу         | Не номинирован      |
| 2000: (73.)     | Погоня за деньгами                         | Kaç Para Kaç            | Run for Money                 | Реха Эрдем                 | Не номинирован      |
| 2001: (74.)     | Большой человек, маленькая любовь          | Büyük Adam Küçük Aşk    | Hejar                         | Хандан Ипекчи              | Не номинирован      |
| 2002: (75.)     | 9                                          | 9                       | 9                             | Умит Унал                  | Не номинирован      |
| 2003: (76.)     | Отчуждение                                 | Uzak                    | Distant                       | Нури Бильге Джейлан        | Не номинирован      |
| 2005: (78.)     | Душевная рана                              | Gönül Yarası            | Lovelorn                      | Явуз Тургул                | Не номинирован      |
| 2006: (79.)     | Моё мороженое — чистые сливки              | Dondurmam Gaymak        | Ice Cream, I Scream           | Юксель Аксу                | Не номинирован      |
| 2007: (80.)     | Благочестие                                | Takva                   | A Man’s Fear of God           | Озер Кызылтан              | Не номинирован      |
| 2008: (81.)     | Три обезьяны                               | Üç Maymun               | Three Monkeys                 | Нури Бильге Джейлан        | Январский шорт-лист |
| 2009: (82.)     | Я видел солнце                             | Güneşi Gördüm           | I Saw the Sun                 | Махсун Кырмызыгюль         | Не номинирован      |
| 2010: (83.)     | Мёд                                        | Bal                     | Honey                         | Семих Капланоглу           | Не номинирован      |
| 2011: (84.)     | Однажды в Анатолии                         | Bir zamanlar Anadolu’da | Once Upon a Time in Anatolia  | Нури Бильге Джейлан        | Не номинирован      |
| 2012: (85.)     | Где горит огонь                            | Ateşin Düştüğü Yer      | Where the Fire Burns          | Исмаил Гюнеш               | Не номинирован      |
| 2013: (86.)     | Сон бабочки                                | Kelebeğin Rüyası        | The Dream of a Butterfly      | Йылмаз Эрдоган             | Не номинирован      |
| 2014: (87.)     | Зимняя спячка                              | Kış Uykusu              | Winter Sleep                  | Нури Бильге Джейлан        | Не номинирован      |
| 2015: (88.)     | Сивас                                      | Sivas                   | Sivas                         | Каан Мюждеджи              | Не номинирован      |
| 2016: (89.)     | Холод Каландара                            | Kalandar Soğuğu         | Cold of Kalandar              | Мустафа Кара               | Не номинирован      |
| 2017: (90.)     | Айла                                       | Ayla                    | Ayla: The Daughter of War     | Джан Улькай                | Не номинирован      |
| 2018: (91.)     | Дикая груша                                | Ahlat Ağacı             | The Wild Pear Tree            | Нури Бильге Джейлан        | Не номинирован      |
| 2019: (92.)     | Истинная преданность                       | Bağlılık Aslı           | Commitment                    | Семих Капланоглу           | Не номинирован      |